# Camp d'Omarska
El camp d'Omarska fou un camp de concentració de l'Exèrcit dels serbis de Bòsnia (VRS), a Omarska, un poble miner prop de Prijedor, al nord de Bòsnia i Hercegovina, establert l'any 1992 durant la Guerra de Bòsnia. La regió de Prijedor va ser l'escenari d'una de les pitjors matances de neteja ètnica contra bosnians i croats de la guerra. El camp d'Omarska va reunir fins a 6000 interns, que van suportar condicions de vida deplorables, i on molts van ser víctimes de tortures, violacions i assassinats.

## Judicis
El Tribunal Penal Internacional per a l'antiga Iugoslàvia va acusar diversos funcionaris de la República Sèrbia (RS) responsables del funcionament del camp, que van ser declarats culpables de crims contra la humanitat i crims de guerra.
- Els comandants del camp Miroslav Kvočka, Dragoljub Prcać, Milojica Kos, i Mladá Radić, van ser condemnats per crims contra la humanitat a cinc, sis, set i 20 anys respectivament; un taxista local, Zoran Žigić, fou condemnat a 25 anys.[2]

Tres acusats van ser transferits al Tribunal de Bòsnia i Hercegovina per ser jutjats a Sarajevo:
- Željko Mejakić va ser declarat culpable de crims contra la humanitat (assassinat, empresonament, tortura, violència sexual, la persecució i altres actes inhumans), com a autor directe d'un cas de maltractaments i en virtut de la seva responsabilitat de comandament, com a cap de facto d'Omarska. També va ser declarat culpable d'empresa criminal conjunta per promoure la sistematització dels maltractaments i la persecució dels detinguts. Mejakić va ser condemnat a 21 anys de presó.[4]

- Momčilo Gruban va ser declarat culpable de crims contra la humanitat, per la seva responsabilitat de comandament per crims comesos en el campament de Omarska, i sota la teoria de l'empresa criminal conjunta. Gruban va ser condemnat a 11 anys de presó.[4]

- Duško Knezevic va ser declarat culpable de crims contra la humanitat, com a autor directe dels crims comesos a Omarska i Keraterm. També va ser declarat culpable d'empresa criminal conjunta per promoure el maltractament i persecució sistematics als camps. Knezevic va ser condemnat a 31 anys.[4]